# کشف الغطا عن الحیل العدا
کشف الغطاء عن الحیل العداء، کتابی از ابوالفضل گلپایگانی و مهدی گلپایگانی. این کتاب در پاسخ به ایرادات و شبهات موجود در کتاب نقطةالکاف نوشته میرزا جانی کاشانی نوشته شد. ابوالفضل (که ابوالفضائل هم نامیده شده) فقط تا صفحه ۱۳۲ این کتاب را نگاشت. پس از مرگ وی، مهدی گلپایگانی این کتاب را ادامه داد و در ۴۵۰ صفحه منتشر کرد.
متنی با عنوان توبه‌نامه باب نیز در صفحات ۲۰۴ و ۲۰۵ این کتاب به نقل از ادوارد براون آمده‌است.

## چرایی تدوین و انتشار کشف الغطا
انگیزه‌های تألیف و تدوین کتاب کشف الغطا زمانی ایجاد شد که ادوارد براون، تاریخ‌نگار، تاریخ قدیم بابیه را با یک مقدمه مفصل در کتابی با عنوان نقطۀالکاف منتشر کرد. او در این کتاب، به موقعیت خاص میرزا یحیی، صبح ازل اشاره و فهرستی از اختلافات او و میرزا حسینعلی، برادران بهاءالله، ارائه کرده بود؛ اختلافاتی که در فاصله خروج این دو از ایران تا وصول به عکا و ماغوسه رخ داده بود. همین کار باعث شد که ذهن پژوهندگان شرقی و خوانندگان غربی نسبت به کشمکش میان دو برادر نوری روشن، و ادعای ربوبیت و الاهیت باب و بها در نزد خوانندگان رنگ ببازد. اتفاقی که به تکدر خاطر عبدالبهاء منجر شد طوری که فورا دستور داد نسخه‌های موجود خطی کتاب براون را از اکناف ایران جمع‌آوری و برای مقابله با نسخه چاپی به عکا ارسال شود.
عبدالبهاء در قدم بعدی، به ایادی و احباب خود پیشنهاد داد تا به شکل سازمان یافته‌ای، نسبت به این کار پژوهشی براون اقدام کنند که گوشه‌ای از این فعالیت را می‌توان در لوح میرزا حسن ادیب طالقانی و لوح میرزا نعیم سدهی از نظر پژوهش گذراند. نهایتا نیز عبدالبهاء میرزا ابوالفضل گلپایگانی، مبلغ زبردست بهائيان را كه مقیم قاهره بود، مامور کرد تا کتاب کشف الغطا را بر رد مقدمه براون و قزوینی بنویسد و در عشق آباد روسیه منتشر کند.

## سرنوشت کتاب پس از انتشار
پس از آغاز جنگ جهانی اول و مرگ گلپایگانی، کار تألیف و انتشار کشف الغطا به تعویق افتاد تا اینکه در سال 1917 به همت عبدالبهاء و برخی دیگر از مولفان به پایان رسید. کتاب در حال آماده سازی برای چاپ و انتشار بود که که ناگهان سپاهیان انگلیس، فلسطین را تصرف کردند و لرد آلِنبی، فرمانده سپاه انگلیس آن زمان جای جمال پاشا، پادشاه عثمانی را در بیت المقدس گرفت. عبدالبهاء که پیش از این به دلیل اختلاف با برادرش توسط عثمانی‌ها به فلسطین تبعید شده بود، اکنون در حیفای فلسطین، یعنی جایی زندگی می‌کرد که توسط هموطنان ادوارد براون انگلیسی اداره می‌شد. به این ترتیب، انتشار کتابی در رد مطالعات پژوهشگر بانفوذی همچون براون به مصلحت نبود و از آنجا که کتاب، پیش از آن نوشته و در عشق‌آباد منتشر شده بود، عبدالبهاء دستو داد تا کتاب در همانجا سوزانده شود شد تا انتشارش هموطنان پروفسور براون را آزرده خاطر نسازد.

## تایید کتاب توسط عبدالبهاء
اگرچه تاریخ، از دوگانگی حرف و عمل عبدالبهاء دربارهٔ تدوین و انتشار کتاب کشف الغطا حکایت دارد اما خودش در موقعیت گوناگون، این کتاب را ارج نهاده و همچنین یاران و مبلغان بهایی نیز اهمیت آن را تأیید کرده‌اند. علی اکبر نخجوانی، از جمله نخستین ایادی امر آیین بهایی، به رضایت، خشنودی و پیگیری‌های عبدالبهاء مبنی بر نگارش این کتاب اشاره می‌کند و می‌نویسد: 
«بنابر تقریرات حضرت نخجوانی در مقام صحبت و استفسار از کیفیت این رساله که به کجا منتهی گردیده، آن مرحوم پس از اظهار علل تاخیر و تعویق صریحا فرموده بودند عمر من به اتمام این کتاب وفا ننماید و آن را باید خالوزاده (سید مهدی) که فعلا در عشق آباد است به اختتام رساند و دستورالعمل و وصایایی را که در خصوص تتمیم کتاب به این عبد پیغام داده بودند عینا ابلاغ داشتند از استماع این بیانات حیرتی زائدالوصف رخ گشود که چگونه آن نقشه و ترتیب به عنایت مرکز میثاق [عبدالبهاء] قبل از اطلاع بر قلب این عبد تجلی و اشراق گردیده و بحمدالله این رساله به اسلوبی که آن مرحوم در مد نظر داشته‌اند به انجام رسیده...»

## منبع
- مقدمه کتاب؛ از صفحه ۱ تا ۱۰